# Kvinesdals kommun
Kvinesdals kommun (norska: Kvinesdal kommune) är en kommun i Agder fylke i södra Norge. Kommunens centralort är tätorten Liknes.  

## Administrativ historik
Den ursprungliga kommunen, Kvinesdal formannskapsdistrikt, slogs 1841 samman med Fjotlands kommun. Fjotlands kommun bröts dock ur igen 1858. 1900 delades kommunen och Feda kommun bildades. De tre delarna återförenades 1963 till den nuvarande kommunen.

## Tätorter
I Kvinesdals kommun finns tre tätorter:
- Feda
- Liknes (centralort)
- Øye

## Socknar
Inom Norska kyrkan är Kvinesdals kommun indelad i tre socknar:
- Feda socken
- Fjotlands socken
- Kvinesdals socken

Socknarna ingår i Lister og Mandals prosteri i Agder og Telemarks stift.

## Bilder

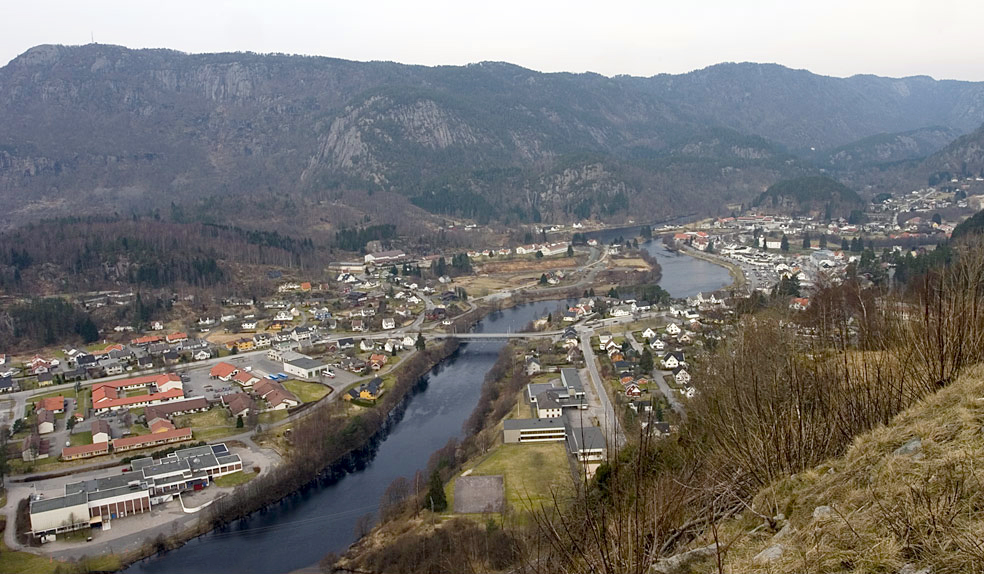
Liknes.
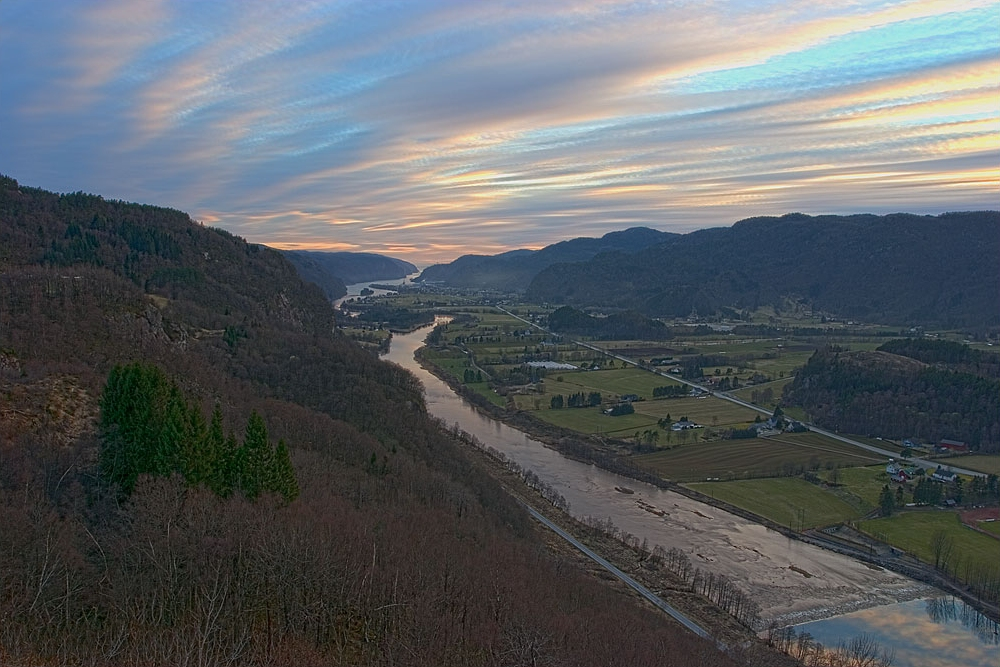
Kvinesdal och älven Kvina.
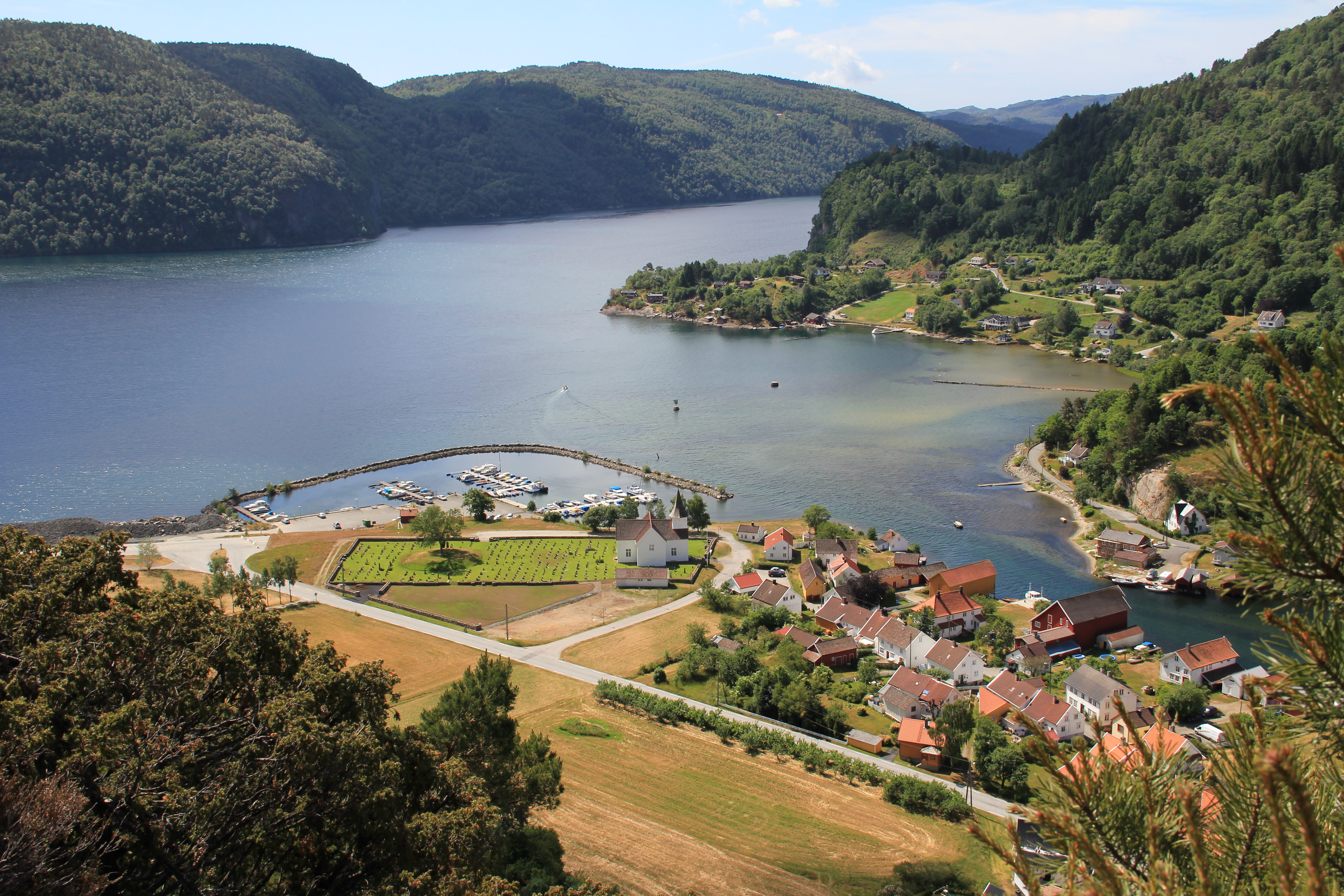
Feda.